# Woss
Woss är en ort i Kanada.   Den ligger i provinsen British Columbia, i den sydvästra delen av landet, 3 800 km väster om huvudstaden Ottawa. Woss ligger 182 meter över havet och antalet invånare är 400.
Terrängen runt Woss är bergig åt nordväst, men åt sydost är den kuperad. Woss ligger nere i en dal. Trakten runt Woss är nära nog obefolkad, med mindre än två invånare per kvadratkilometer..
I omgivningarna runt Woss växer i huvudsak barrskog.